# 피사 (래퍼)
피사는 대한민국의 가수다. 2020년 싱글 《Weekend》로 데뷔했다.

## 방송
- 수퍼비의 랩 학원 (2019) - Top44

## 음반
- East Perfume (2019)
- Weekend (2020)
- 소풍 (2020)
- Surf (2020)
- Tokyo (2017) (2020)
- Trip (2021)